# Луговой (Новоспасский район)
Луговой — опустевший посёлок в Новоспасском районе Ульяновской области России. Входит в состав Коптевского сельского поселения.

## География
Находится на реке Сызранка на расстоянии примерно 10 километров по прямой на восток-северо-восток от районного центра посёлка Новоспасское.

## История
В поздний советский период здесь работал совхоз «Канадейский». 

## Население
В 1996 году было 48 жителей (преимущественно мордва).
В 2002 году население составляло 15 человек (русские 100%).
По переписи 2010 года население составляет 0 человек.